# 2e division (armée impériale japonaise)
Pour les articles homonymes, voir 2e division.
La 2e division (第2師団, Dai-ni shidan) est une unité d'infanterie de l'armée impériale japonaise. Son nom de code est Division Courage (勇兵団, Isamu-heidan).